# Moș Gerilă
Moș Gerilă (le « Père Dugel ») est l'avatar roumain du Ded Moroz soviétique, un « Père Noël » laïcisé par la propagande communiste. 

## Origine du nom
Le mot roumain moș désigne une personne extrêmement âgée. Le mot est usité en roumain dans le sens d'« ancien » comme dans Le Père Goriot ou Le Père Duchesne, et l'on utilise, pour dire vieux : vechi pour un objet, et bătrân pour une personne. Le terme Gerilă vient du roumain ger signifiant « gel ».

## Genèse du personnage

### Les prémices
Dans le journal communiste « Scînteia » (l'Étincelle) des années 1944-1948, ainsi que dans les séances de rééducation idéologique menées dans l'enseignement, les entreprises et les villages, le Parti unique visait à éradiquer les superstitions (parmi lesquelles les religions). Il s'agissait de « passer toutes les traditions populaires et toute la culture par le crible du matérialisme scientifique », y compris les chants de Noël et le Père Noël. Les jours du 25 et 26 décembre ont cessé d'être fériés, et le mot Crăciun (Noël) a même été interdit, car réputé venir de christianus. Quelques linguistes ont tenté de le « sauver » en arguant qu'il provenait du russe Kорочун — Korotchoun, mais ils ont été violemment réfutés puis « purgés » car Korotchoun est aussi une divinité (slave et païenne certes, mais non moins destinée à « tromper le peuple au profit de ses exploiteurs »). Après 1953, les interdictions pures et simples (sévèrement punies par la loi) ont été levées, mais la « campagne de déchristianisation » s'est poursuivie, de sorte que les chants, fêtes et traditions du nouvel an ont été expurgées des références chrétiennes et permises seulement dans leurs aspects non-chrétiens, fussent-ils d'origine païenne (ceux-ci n'étant plus considérés comme « idéologiquement dangereux »).

### La naissance du Moș Gerilă
C'est dans ce contexte que, une fois le Moș Crăciun (père Noël) interdit, un substitut non-religieux put lui être trouvé, en raison des frustrations exprimées par les enfants et les familles, y compris au sein de la nomenklatura, d'autant que celle-ci, initialement composée surtout de membres des minorités nationales de Roumanie, grossissait rapidement en intégrant des Roumains de souche rurale et ouvrière. C'est pourquoi en 1950 le Moș Gerilă littéralement le Père Dugel, fut officiellement créé, et l'on raconta désormais aux enfants que c'était Moș Gerilă qui apportait des cadeaux chaque 30 décembre.
Dans les trois années qui suivirent l'installation des communistes au pouvoir, Noël a ainsi glissé vers le Nouvel An, le 30 décembre, pour couper tout lien avec la naissance de Jésus, d'autant que le 30 décembre était aussi un jour férié communiste : c'est le Jour de la république, anniversaire de l'abdication du roi Michel Ier en 1947.

### Le déclin
Si le Père Dugel fit la joie des enfants de la nomenklatura, il ne fut jamais adopté par la majorité de la population, qui refusait silencieusement le nouveau régime, l'abolition des libertés publiques et les pénuries permanentes, et manifesta son opposition par la résistance passive : elle continuait à commémorer en privé les fêtes et les traditions antérieures (y compris chrétiennes dont Noël et le Père Noël), elle préférait travailler et s'entraider au noir, et elle refusait majoritairement la délation encouragée à tous niveaux par la police politique. Dans les années 1980, la nomenklatura elle-même finit par se lasser de cette forme de « communisme » et même dans ses rangs, l'image du Moș Gerilă se détériore d'autant qu'elle est de plus en plus associée, chaque nouvel An, au culte de la personnalité du « bien-aimé dirigeant ». Celui qui va apporter des cadeaux aux enfants ne sera plus à partir de là cet impersonnel Moș Gerilă, mais l'État même, incarné par Nicolae Ceaușescu.
Après la libération de 1989, Moș Gerilă, disparaît comme tous les symboles communistes, et dès Noël 1990 c'est le retour en force de Moș Crăciun, d'abord surtout religieux au début des années 1990, puis, comme ailleurs, de plus en plus commercial à partir de la fin du XXe siècle.

## Sources
- (ro) « Amintiri cu Moș Gerilă »(Archive.org • Wikiwix • Archive.is • Google • Que faire ?) (« Memories with Old Frost »), Evenimentul Zilei, 24 December 2005.
- (en) (The Scent of Christmas in Romania), par Magdalena Chitic, European Youth Voice, décembre 2006.